# Beer in Mexico
«Beer in Mexico» (с англ. — «Пиво в Мексике») — песня американского кантри-певца и автора-исполнителя Кенни Чесни, вышедшая 8 января 2007 года в качестве пятого сингла из его десятого студийного альбома The Road and the Radio (2005) на лейбле BNA Records. Песня заняла первое место в Топ-10 американского кантри-чарта Hot Country Songs и 1-е в Канаде, а также получила платиновую сертификацию в США. Это была первая песня, написанная самим Кенни Чесни, которая достигла вершины кантри-чарта.

## Отзывы
Кевин Джон Койн из Country Universe поставил песне оценку B+, сказав, что это «крутая, громкая запись» и что «здесь почти слишком много всего, но только почти», и заключил, что «радиоэмир будет у этой песне». Дэн Милликен из Country Universe поставил песню на 108 место в своём списке 201 величайшего сингла десятилетия. Он заявил, что песня «настолько идеально отражает музыкальную индивидуальность Кенни Чесни в этом десятилетии, что вы можете пропустить большую часть его работ и все равно уловить основную идею».

## Другие версии
Мексиканская певица Талия записала кастильскую версию песни для своего студийного альбома 2014 года Amore Mío

## Чарты

### Еженедельные чарты
| Чарт (2007)                       | Высшая позиция |
| --------------------------------- | -------------- |
| Канада (Billboard Country)        | 1              |
| США (Billboard Hot Country Songs) | 1              |
| США (Billboard Hot 100)           | 61             |

### Годовые итоговые чарты
| Чарт (2007)                   | Позиция |
| ----------------------------- | ------- |
| США Country Songs (Billboard) | 24      |

## Сертификации
| Регион                                                                      | Сертификация | Продажи   |
| --------------------------------------------------------------------------- | ------------ | --------- |
| США (RIAA)                                                                  | Платиновый   | 1 000 000 |
| Данные о продажах + прослушиваниях приведены только на основе сертификации. |              |           |